# Shōzō Numa
Shōzō Numa, noto anche con lo pseudonimo di Tetsuo Amano (沼 正三; Hataka, 19 marzo 1926 – Tokyo, 30 novembre 2008), è stato uno scrittore di fantascienza giapponese, noto per aver scritto il romanzo Kachikujin yapū, pubblicato a puntate a partire dal 1956: un'opera di fantascienza dalle sfumature sadomaso, da cui è stato tratto il manga Yapoo - Il bestiame umano.